# الگوریتم کوتاه‌ترین جستجوی اولیه
الگوریتم کوتاه‌ترین جستجوی اولیه  (کوتاه‌ترین جستجوی زمان اولیه) یک الگوریتم زمان‌بندی ذخیره ثانویه است که حرکت آرم و هد دیسک را در سرویس‌دهی درخواست‌های خواندن و نوشتن تعیین می‌کند.

## توضیح
این برنامه به‌طور مستقیم بهبود یافته روی الگوریتم نخستین-تقدم نخستین-سرویس است. درایو بافر در حال نزدیک شدن درخواست‌ها را حفظ می‌کند و با هر درخواست تعداد سیلندر درخواست گره می‌خورد. تعدادسیلندرهای کمتر اشاره به این دارد که سیلندر به دوک نزدیک می‌شود در حالی که تعداد سیلندرهای بالاتر بیشتر اشاره به دور شدن از دوک دارد. الگوریتم کوتاه‌ترین جستجوی اولیه تعیین می‌کند که کدام در خواست به موقعیت جاری هد نزدیک است و سرویس دهی برای درخواست بعدی را انجام می‌دهد.

## تحلیل
الگوریتم کوتاه‌ترین جستجوی اولیه مزایای آشکاری نظیر ساده بودن نسبت به روش FIFO دارد. در این الگوریتم حرکت سراسری آرم کاهش می‌یابد که منجر به کمتر شدن زمان پاسخگوئی می‌شود.
از آن جا که بافر همیشه درخواست‌های جدید را مد نظر قرار می‌دهد، این مطلب می‌تواند منحرف کننده زمان سرویس دهی به درخواست هائی که ممکن است موقعیت جاری هد دیسک دور شده باشند. اگر درخواست‌های جدید نزدیک موقعیت جاری باشند، ممکن است ختم به کمبود شود که همراه می‌شود با درخواست دور دست که هرگز قادر به پیشرفت نیست.
الگوریتم آسانسور یک روش کاهش زمان پاسخگوئی به حرکت آرم است و از سرویس دهی مداوم به درخواست‌های با اطمینان بیشتری انجام می‌شود